# Eurata pictula
Eurata pictula är en fjärilsart som beskrevs av Walker 1854. Eurata pictula ingår i släktet Eurata och familjen björnspinnare. Inga underarter finns listade i Catalogue of Life.